# Білорусько-Литовський військовий округ
Білору́сько-Лито́вський військо́вий о́круг — одиниця військово-адміністративного поділу у СРСР на території Білоруської РСР та окупованої Литви, яка існувала в період з січня по липень 1945 року.

## Історія
Сформований 1 січня 1945 року на підставі наказу НКО СРСР № 0406 від 18 грудня 1944 на базі управління та частин Білоруського військового округу.
Згідно з наказом народного комісара оборони СРСР № 0139 від 9 липня 1945 переформований на два округи: Мінський та Барановицький військові округи.

### Командування
- Командувачі:
  - генерал-лейтенант Яковлев В. Ф. (01.1945 — 02.1945);
  - генерал-лейтенант Шевалдин Т. І. (02.1945 — 07.1945);